# (2050) Francis
(2050) Francis es un asteroide perteneciente al cinturón de asteroides descubierto por Eleanor Francis Helin desde el observatorio del Monte Palomar, Estados Unidos, el 28 de mayo de 1974.

## Designación y nombre
Francis fue designado inicialmente como 1974 KA.
Más tarde se nombró en honor de Fred Francis y Kay Francis, padres de la descubridora.

## Características orbitales
Francis orbita a una distancia media del Sol de 2,324 ua, pudiendo acercarse hasta 1,77 ua y alejarse hasta 2,878 ua. Su inclinación orbital es 26,61° y la excentricidad 0,2383. Emplea en completar una órbita alrededor del Sol 1294 días.